# Arumbanur
Arumbanur es una  ciudad censal situada en el distrito de Madurai en el estado de Tamil Nadu (India). Su población es de 6148 habitantes (2011). Se encuentra a 12 km de Madurai.

## Demografía
Según el censo de 2011 la población de Arumbanur era de 6148 habitantes, de los cuales 3066 eran hombres y 3082 eran mujeres. Arumbanur tiene una tasa media de alfabetización del 77,93%, inferior a la media estatal del 80,09%: la alfabetización masculina es del 87%, y la alfabetización femenina del 68,97%.